# Ateuchus rispolii
Ateuchus rispolii là một loài bọ cánh cứng trong họ Bọ hung (Scarabaeidae).